# Пятница, Семён Ефимович
Семён Ефимович Пятница — советский хозяйственный, государственный и политический деятель, Герой Социалистического Труда.

## Биография
Родился 1 сентября 1903 года в селе Приволье. Член КПСС.
С 1930 года — на хозяйственной, общественной и политической работе. В 1930—1975 гг. — кузнец коммуны «Красный Октябрь» села Ново-Покровка Кулундинского района, механизатор Будённовской МТС и колхоза «Память Ильича», комбайнёр Будёновской МТС Кулундинского района Алтайского края, старший инженер, инспектор госсельтехнадзора Алтайского края.
Указом Президиума Верховного Совета СССР от 20 мая 1949 года присвоено звание Героя Социалистического Труда с вручением ордена Ленина и золотой медали «Серп и Молот».
Делегат XX и XXIII съездов КПСС.
Умер 28 июня 1985 года в Тальменке Солонешенского района.

## Семья
- отец — Ефим Пятница
- брат — Владимир Пятница (1908—1942)
- брат — Иван Пятница (1921—1953)